# حفيت (البريمي)
حفيت منطقة سكنية تقع في ولاية البريمي، التابعة لمحافظة البريمي في سلطنة عمان، حيث ان تسمى جبل حفيت بهذا الأسم نسبة لها. 

## عدد السكان
يقدر عدد سكانها بـ 360 نسمة حسب إحصاء عام 2010 التابع للمركز الوطني للإحصاء والمعلومات الحكومي. رمز المنطقة هو 40120302.

## الوصلات الخارجية
- المركز الوطني للإحصاء والمعلومات، سلطنة عمان